# Mersin (provins)

Karta över Turkiet med Mersin markerat.

Mersin är en provins i den södra delen av Turkiet. Den har totalt 1 651 000 invånare (2000) och en area på 15 853 km². Provinshuvudstad är Mersin.